# Sincan, Payas
Sincan là một xã thuộc huyện Payas, tỉnh Hatay, Thổ Nhĩ Kỳ. Dân số thời điểm năm 2011 là 1.259 người.